# Blonanserina
Originalmente conocida como AD-5423, la blonanserina es un fármaco empleado como antipsicótico de segunda generación (atípico) indicado para el tratamiento de la esquizofrenia. Pertenece a una serie de 4-fenil-2-(1-piperazinil) piridinas y actúa como antagonista en los receptores D2, D3 y 5-HT2A. Su afinidad por los receptores D2 es aproximadamente seis veces mayor que la de los receptores 5-HT2A. Tiene baja afinidad por los receptores 1, 5-HT2C, H1 y M1, pero muestra una afinidad relativamente alta por los receptores 5-HT6.
El perfil de seguridad del medicamento se comparó favorablemente con haloperidol, particularmente con respecto de la elevación de prolactina y la frecuencia de efectos secundarios motores extrapiramidales.
Aunque la blonanserina tiene un efecto más beneficioso sobre los síntomas negativos que el haloperidol, hubo una diferencia significativa en el perfil de eventos adversos entre la blonanserina y otros antipsicóticos. Aunque la tasa de aumento de prolactina es baja a moderada al usar blonanserina, la hiperprolactinemia es un efecto adverso considerable en el tratamiento con este fármaco. De cualquier modo, una dosis baja de blonanserina puede ser útil para el tratamiento de mantenimiento de la esquizofrenia sin hiperprolactinemia y con una alta tasa de recaídas.
En un estudio chino, se compararon los perfiles de la blonanserina y la risperidona. Los perfiles de seguridad generales de estos fármacos son comparables, la blonanserina se asoció con una mayor incidencia de efectos secundarios motores extrapiramidales y la risperidona se asoció con una mayor incidencia de elevación de la prolactina y aumento de peso.

## Uso en embarazo y lactancia
Embarazo
No se han realizado estudios controlados en mujeres embarazadas.
Lactancia
Se desconoce si la blonanserina se secreta en la leche materna humana, pero asume que todos los psicotrópicos se secretan en la leche materna. Se recomienda suspender el suministro del medicamento y emplear fórmulas lácteas en biberón a menos que el beneficio potencial para la madre justifique el riesgo potencial para el niño. Los bebés de mujeres que eligen amamantar mientras toman la blonanserina deben ser monitoreados para detectar posibles efectos adversos.